# Svart bronsvingeduva
Svart bronsvingeduva (Henicophaps albifrons) är en fågel i familjen duvor inom ordningen duvfåglar.

## Utseende och läte
Svart bronsvingeduva är en stor och karakteristisk duva med lång näbb, vit panna och mörkt rödaktig nacke. På vingarna syns metalliskt brons-, grön- och blåglänsande band. Gladiatorduvan är jämnstor, men är vit på kinden istället för på pannan och saknar glansen i vingarna. Lätet består av en upprepad serie med snabba och stigande "woop".

## Utbredning och systematik
Svart bronsvingeduva förekommer på och kring Nya Guinea. Den delas in i två underarter med följande utbredning:
- Henicophaps albifrons albifrons – förekommer på öarna Waigeo, Gam och Salawati i Raja Ampatöarna nordväst om Nya Guinea, på ön Yapen i Cendarawasihbukten samt även på själva Nya Guinea
- Henicophaps albifrons schlegeli – förekommer på Aruöarna

## Levnadssätt
Svart bronsvingeduva hittas i skogsområden både i lågland och bergstrakter. Där är den skygg och svår att få syn på när den födosöker på marken eller sitter upprätt på en gren med gungande huvud.

## Status och hot
Arten har ett stort utbredningsområde, men tros minska i antal, dock inte tillräckligt kraftigt för att den ska betraktas som hotad. Internationella naturvårdsunionen IUCN listar arten som livskraftig (LC).